# Euroatlantycki Ośrodek Koordynacji Reagowania w Przypadku Katastrof
Euroatlantycki Ośrodek Koordynacji Reagowania w Przypadku Katastrof (ang. Euro-Atlantic Disaster Response Coordination Centre, EADRCC) – funkcjonujący całodobowo punkt koordynacji pomocy międzynarodowej w ramach NATO oraz państw partnerskich, udzielanej na wypadek klęsk żywiołowych i katastrof antropogenicznych. Stanowi narzędzie operacyjne dla Komitetu Planowania Cywilnego (CEPC).
Zlokalizowany w Kwaterze Głównej NATO w Brukseli.